# ロイヤル・ブラッド (テレビドラマ)
『ロイヤル・ブラッド』（英語: Royal Blood）は、フィリピンのテレビドラマ。GMAネットワークで2023年6月19日から9月22日まで放送された。

## 登場人物
ナポレオン「ナポイ」テラゾー ロイヤルズ
演：ディンドン・ダンテス